# Barling, Arkansas
Barling là một thành phố thuộc quận Sebastian, tiểu bang Arkansas, Hoa Kỳ. Năm 2010, dân số của thành phố này là 4649 người.

## Dân số
- Dân số năm 2000: 4176 người.
- Dân số năm 2010: 4649 người.